# Ingo Giezendanner
Ingo Giezendanner (Basilea, 1975) artista suizo, miembro de la Fundación Kroesos.

## Biografía
Reside y trabaja en Zúrich. Su apodo es GRRR, y desde 1998 se dedica a documentar los espacios urbanos por los que ha transitado y residido, como Zúrich, Nueva York, Nueva Orleans, El Cairo, Nairobi, Karachi y Colombo, capturando su entorno con lápiz sobre papel. Sus dibujos han sido editados por numerosas revistas, libros y películas de animación, y en instalaciones y murales. 
Junto a Mark Divo ha pintado la fachada de la factoría ocupada Wohlgroth, en Zúrich, en 1993. A partir de entonces, Giezendanner lleva realizados numerosos murales. En su estancia en Nueva York, realizó un mural en 2nd East Street. En 2004 pintó un mural en gran escala en el Centro de Arte de Zúrich, representando la reconstrucción en curso. Es miembro de la Fundación Kroesos. En enero de 2010 ha expuesto su obra en la galería Espacio Líquido, de Gijón.
En el último lustro, ha realizado también films de animación. En 2005 produjo varios videoclips para canales de TV suizos, entre ellos GRR: gib mer, que tuvo gran éxito, en colaboración con la rapera Big Zis.